# Pine (Arizona)
Pine es un lugar designado por el censo ubicado en el condado de Gila en el estado estadounidense de Arizona. En el Censo de 2010 tenía una población de 1963 habitantes y una densidad poblacional de 23,38 personas por km².

## Geografía
Pine se encuentra ubicado en las coordenadas 34°22′54″N 111°27′44″O / 34.38167, -111.46222. Según la Oficina del Censo de los Estados Unidos, Pine tiene una superficie total de 83.97 km², de la cual 83.95 km² corresponden a tierra firme y (0.02%) 0.02 km² es agua.

## Demografía
Según el censo de 2010, había 1.963 personas residiendo en Pine. La densidad de población era de 23,38 hab./km². De los 1.963 habitantes, Pine estaba compuesto por el 97.25% blancos, el 0.2% eran afroamericanos, el 0.46% eran amerindios, el 0.36% eran asiáticos, el 0.41% eran isleños del Pacífico, el 0.36% eran de otras razas y el 0.97% pertenecían a dos o más razas. Del total de la población el 2.65% eran hispanos o latinos de cualquier raza.